# São Luís
São Luís je brazilské město ve státě Maranhão, ve kterém žije více než 1 milion obyvatel. Rozkládá se na ostrově Upaon-Açu na severovýchodě Brazílie. Město vzniklo v roce 1612, kdy se tu usadilo 500 francouzských kolonistů, kteří byli následně vytlačeni Portugalci. V blízkosti města se nachází námořní přístav Porto do Itaqui, který patří ke strategicky významným a rušným přístavům brazilského zahraničního obchodu. Z města vedou železniční tratě do sousedních států Pará, Tocantins a Piauí, které jsou využívány mimo jiné pro export zemědělských a těžařských výrobků z vnitrozemí do zdejšího přístavu a dále do zahraničí. Vzhledem ke strategické poloze města (blíže k USA a Evropě) zde sídlí mnoho průmyslových korporací a společností. Město má letecké spojení s většinou velkých brazilských měst, taktéž odtud létají spoje do 150 km vzdáleného národního parku Lençóis Maranhenses, pro který je São Luís výchozím místem.

## Centrum města
Centrum města si zachovalo svůj historický charakter, pro nějž je typická portugalská architektura, která se musela přizpůsobit zdejšímu horkému a vlhkému podnebí. Kamenné zdi bytových domů jsou často obloženy keramickými kachličkami azulejos, které slouží jako izolace i jako dekorace. Mezi významné stavby patří např. zdejší biskupský palác a katedrála, paláce Dos Leões a La Ravardière nebo divadlo Arthur Azevedo. Historický střed města o rozloze 220 ha byl roku 1997 zapsán na seznam světového dědictví UNESCO.

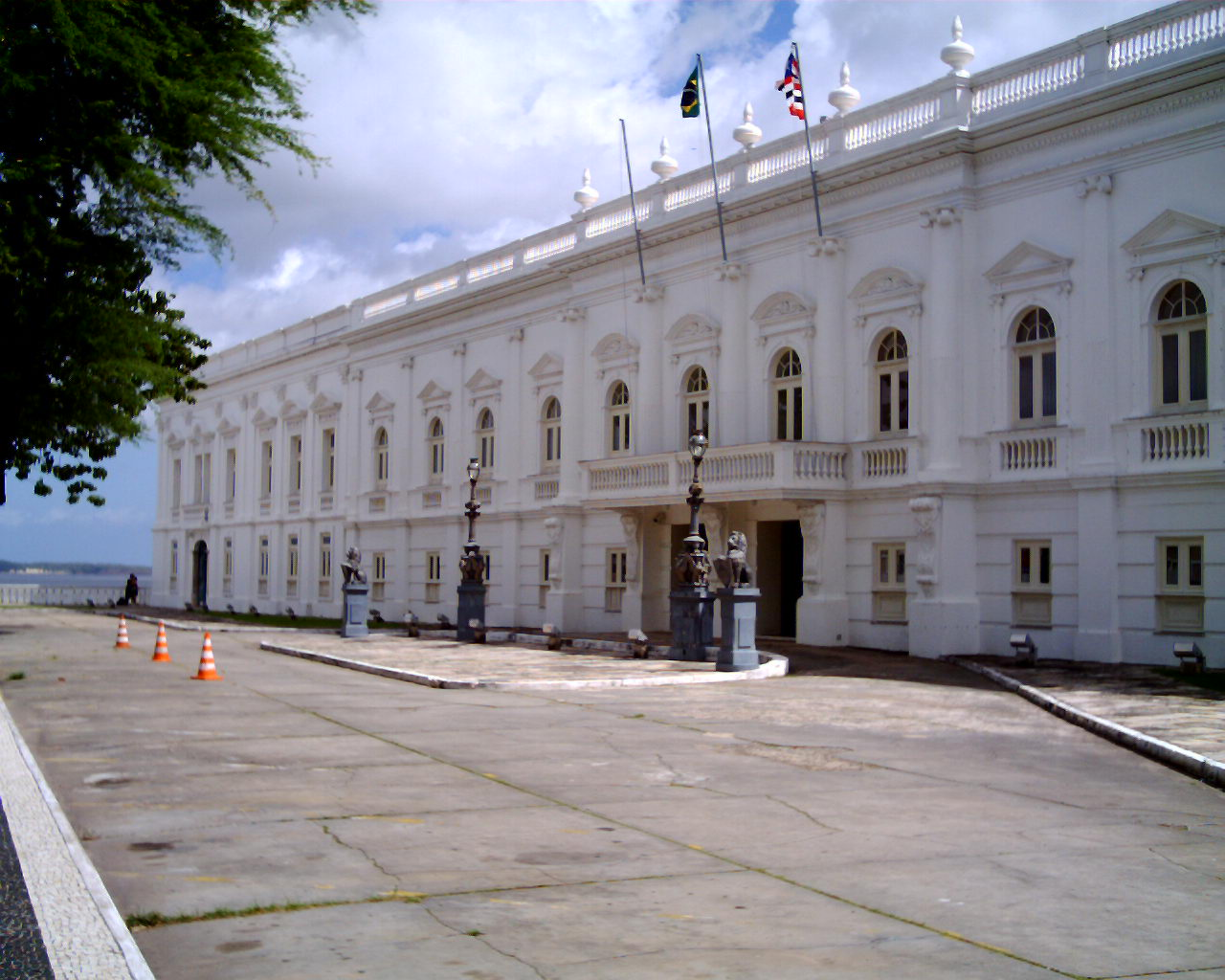
palácio dos Leões
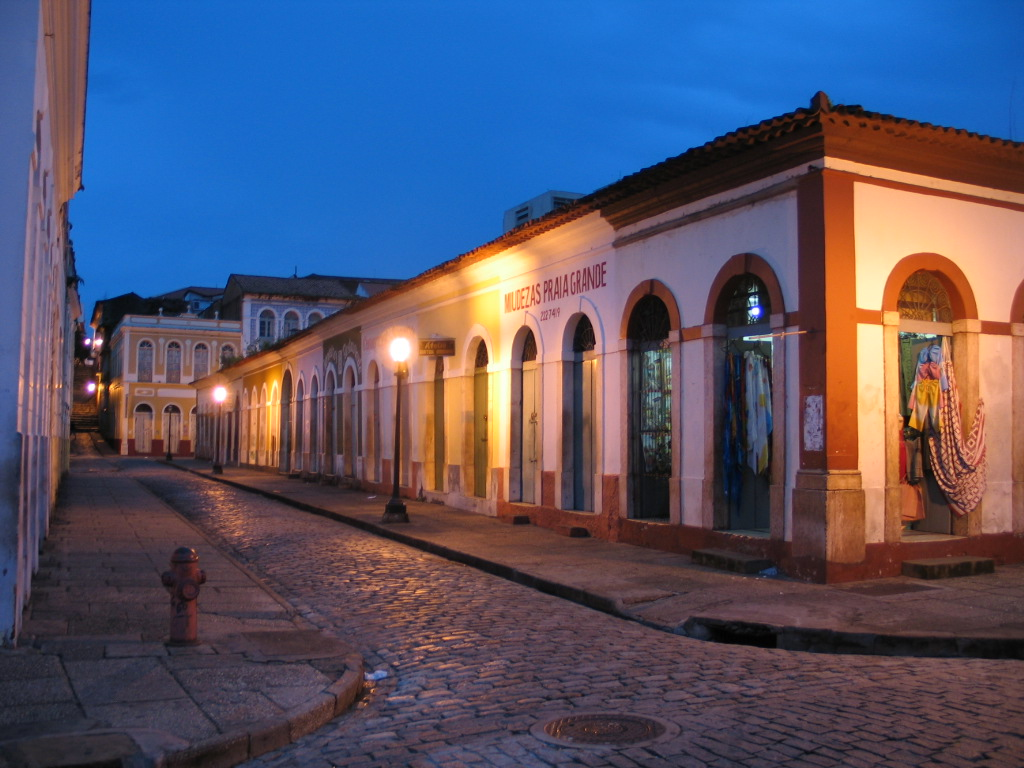
ulice v historickém jádru
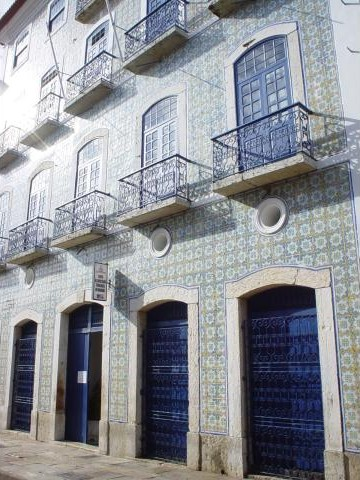
fasáda obložená azulejos
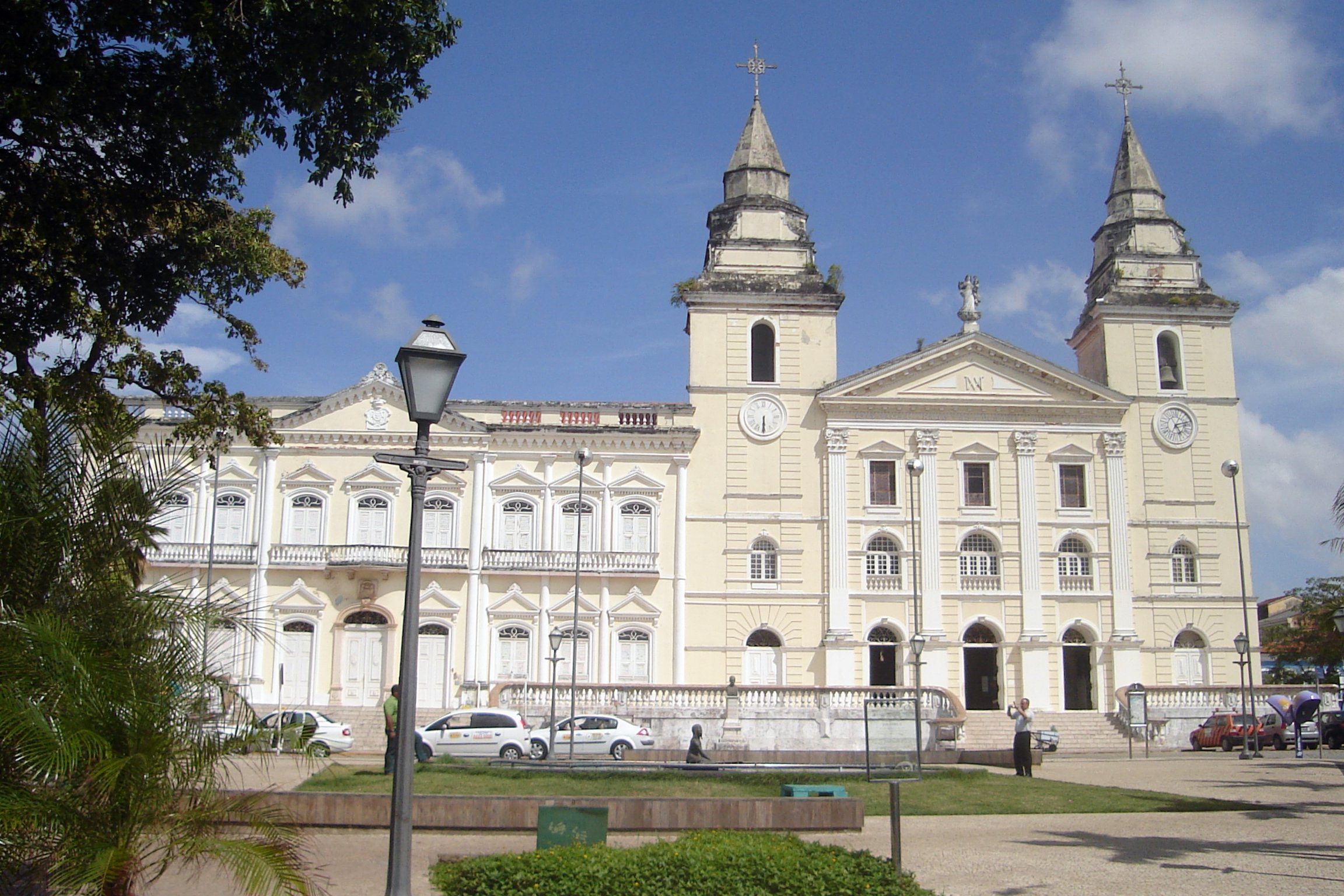
zdejší katedrála